# Henri Charles Stroh
Henri Charles Stroh est un ingénieur, directeur des usines Schneider et Cie au Creusot et résistant français, né le 4 mai 1887 à Paris d'une famille alsacienne protestante ayant fui l'Alsace lors de l'occupation allemande. Déporté pour faits de résistance mais sous un prétexte fallacieux, il serait décédé juste après la libération du camp de Buchenwald en avril 1945. Le tribunal d'Autun le déclare « disparu et mort pour la France », le 11 février 1947.

## Biographie

### Famille et formation
Henri Charles Stroh est né le 4 mai 1887 d'une famille modeste. Il vit à Paris où il fait de brillantes études d'abord au collège Rollin puis au lycée Saint-Louis. Il est plusieurs fois lauréat du concours général, bachelier à 15 ans ; puis à 18 ans en 1905, il est admis à l'École normale supérieure (France) et à l'École polytechnique, où il arrive premier au concours de Paris et troisième sur toute la France. Finalement, il opte pour l'École Polytechnique, d'où, en 1907, il est classé 25e à la sortie. Il entre alors à l'école d'application du génie maritime avec le grade d'ingénieur de 3e classe et d'où il sort 6e en 1909, il a alors 21 ans.
Henri Stroh parle couramment l'anglais, l'allemand, l'italien, connaît aussi l'espagnol et parfaitement le dialecte alsacien. En 1943, il étudie le russe. Il est protestant et croyant. 

### Carrière
De 1909 à 1911, Henri Stroh travaille à Cherbourg, où il se spécialise dans la construction de sous-marins. Il s'occupe ensuite de l'atelier des torpilles à Toulon jusqu'au mois d'août 1914. Le 1er octobre 1912, il est promu ingénieur 1re classe. Le 15 février 1913, le ministre de la Marine, Monsieur Baudin, envoie une dépêche au vice-amiral commandant en chef et préfet maritime de Toulon où l'on trouve : « Tout ce qui se rapporte à la torpille Schneider a été étudié par M. Stroh avec une remarquable compétence et une application qui ne s'est jamais démentie pendant une période d'essais particulièrement laborieuse. » Un témoignage de satisfaction est accordé à l'ingénieur de 1re classe du génie maritime Stroh.
En 1915, Henri Charles Stroh dirige une équipe chargée de la reconstruction des ponts routiers dans la zone des combats. Il participe ensuite à l'armement des sous-marins et torpilleurs chargés de l'expédition des Dardanelles. Il passera 71 jours en mer. Il est ensuite chargé de la construction et de la mise en service d'un nouvel atelier de torpilles à l'arsenal du Mourillon (Toulon). De 1925 à 1933, il réorganise l'usine de torpilles de Saint-Tropez, propriété des Aciéries de Firminy associées à la compagnie Batignolles-Châtillon de Nantes. 
Le 1er juillet 1933, il est embauché chez Schneider et Cie en tant que directeur adjoint et le 1er décembre de la même année il est promu directeur de l'ensemble des usines du Creusot, du Breuil et de Montchanin. Le 17 juin 1940, les usines sont occupées par une division militaire de la Großdeutschland. Henri Charles Stroh négocie avec l'occupant pour préserver une certaine autonomie de l’entreprise, malgré leur contrôle de plus en plus pesant, à tout niveau de la hiérarchie. En total accord avec la direction générale Schneider, il instaure une politique de production minimum. On lui reproche les 28 000 heures nécessaires à la réalisation d'une locomotive au Creusot contre 10 000 heures chez Borsig, une usine allemande, et lui de prétexter le mauvais état des voies ferrées pour justifier le déraillement des machines. Pour cette raison et sous le prétexte fallacieux de vol de carburant (il avait en mai 1940 fait enterrer deux citernes de benzol), il est arrêté le 21 mars 1944 et déporté à Buchenwald le 7 juin 1944. A la libération du camp le 11 avril 1945 il est vivant ; cependant étant en zone soviétique, il disparait fin avril 1945.

## Distinction
- Chevalier de la légion d'honneur.

## Hommages
- Une allée du Breuil porte son nom[7].
- Une rue du Creusot porte son nom[8].
- Une plaque commémorative se trouve sur la commune de Lamonzie-Saint-Martin (Dordogne). Elle a été dévoilée en présence du maire et du sous-préfet de Bergerac le 27 avril 2025 (journée nationale du souvenir des victimes et des héros de la déportation)[9]. Cet évènement s'est prolongé le 17 juin 2025 par un échange avec les élèves de l'école de Lamonzie-Saint-Martin [10]

## Publications
- Henri-Charles Stroh, Maxime Laubeuf, Sous-marins, torpilles et mines, Éd. J.-B. Baillière et fils, 1923.